# Белогоровка (Ровненская область)
Белогоровка (укр. Білогорівка) — село в Козинской сельской общине Дубенского района Ровненской области Украины.
Население по переписи 2001 года составляло 200 человек. Почтовый индекс — 35523. Телефонный код — 3633. Код КОАТУУ — 5625883402.

## История
В 1946 г. Указом Президиума ВС УССР хутор Казимировка переименован в Белогоровку.
До 2020 года входило в Радивиловский район.